# Maimbung
Maimbung là một đô thị hạng 5 ở tỉnh Sulu, Philippines. Theo điều tra dân số năm 2000, đô thị này có dân số 24.982 người trong 3.920 hộ.

## Các đơn vị hành chính
Maimbung được chia thành 27 barangay.
| - Anak Jati - Bato Ugis - Bualo Lahi - Bualo Lipid - Bulabog - Duhol Kabbon - Gulangan - Ipil - Kandang - Kapok-Punggol - Kulasi - Labah - Lagasan Asibih - Lantong | - Lapa - Laud Kulasi - Laum Maimbung - Lower Tambaking - Lunggang - Matatal - Patao - Poblacion (Maimbung) - Ratag Limbon - Tabu-Bato - Tandu Patong - Tubig-Samin - Upper Tambaking |